# Centrum (Marki)
Centrum – część miasta Marki w województwie mazowieckim w powiecie wołomińskim nad rzeką Długą, które znajduje się w miejscu dawnej wsi Marki, która istniała do 1957 roku, kiedy Marki otrzymały prawa osiedla. Od 1967 w granicach miasta Marki.
Na terenie tej części miasta znajdują się pozostałości fabryki Briggsów oraz osiedle Briggsówka złożone z familoków wybudowanych w XIX w. dla robotników.
W latach 1897–1974 Marki z Warszawą łączyła kolej konna Kolejki Mareckiej, w 1899 przedłużona do Radzymina i zastąpiona trakcją parową. W Starych Markach znajdował się Przystanek osobowy Marki

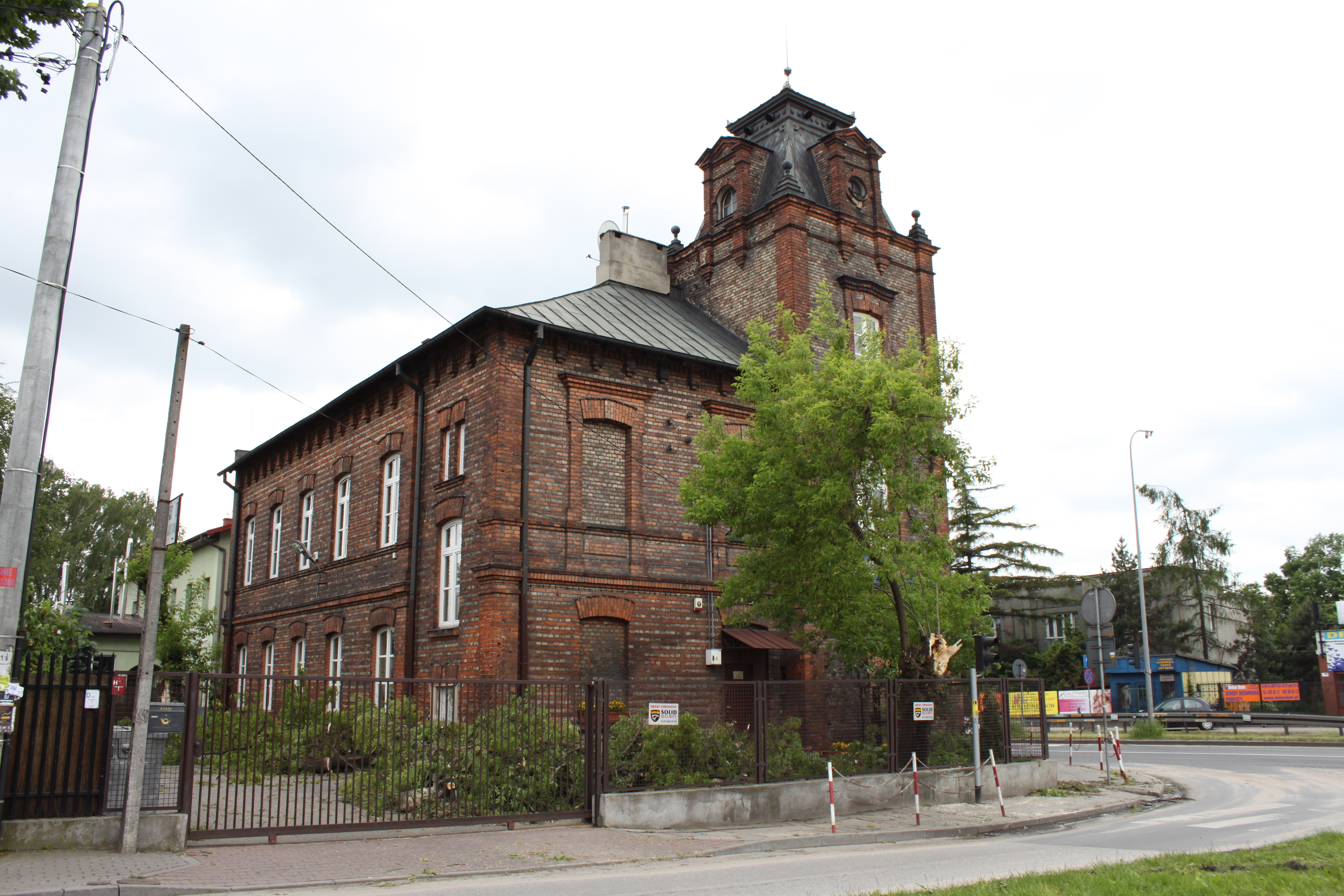
Marecki Ośrodek Kultury